# 西日本空輸
西日本空輸株式会社（にしにっぽんくうゆ、英: NishiNipponAirlines Co.,Ltd.）は、九州地方を中心にヘリコプターを運航し、資材や旅客の輸送、空中架線、送電線の巡視、医療搬送、報道取材の受託受諾などを行っている会社である。1953年（昭和28年）に設立された。九州電力のグループ企業の一つでもある。
ICAOの航空会社コードはNSK。

## 概要
1953年12月に設立され、同年日本に復帰した奄美群島の取材で初飛行を行う。送電線のパトロールや物資輸送等、親会社の九州電力関連のフライトを軸としながら、1966年公開の『007は二度死ぬ』、1979年公開の『戦国自衛隊』では映画ロケにも協力した。
1965年、ヘリコプター（シコルスキーS61N、S62）を使用して、福岡 - 壱岐、対馬間に旅客輸送を開始、その後定期航空会社の路線就航により撤退した。
1998年5月3日から5日にかけて佐賀空港開港イベントとして開催されたスカイレジャージャパン・イン・佐賀に運航支援、地上展示、デモ飛行、遊覧などに参加。
2002年からはドクターヘリを久留米大学病院を拠点に運航し、2003年からはRKB毎日放送、九州朝日放送（KBC）、福岡放送（FBS）、テレビ西日本（TNC）の在福民放4局の報道ヘリおよび、共同通信社・西日本新聞社などの運航も行っている。
2012年1月に熊本県ドクターヘリ、同年4月に宮崎県ドクターヘリ、同年10月に大分県ドクターヘリ、2014年1月に佐賀県ドクターヘリの運航を開始した。
2020年3月に奈多ヘリポート開設に伴い、本社および福岡基地を同所に移転した。

## 保有機材
2022年時点の保有機材は以下のとおり。

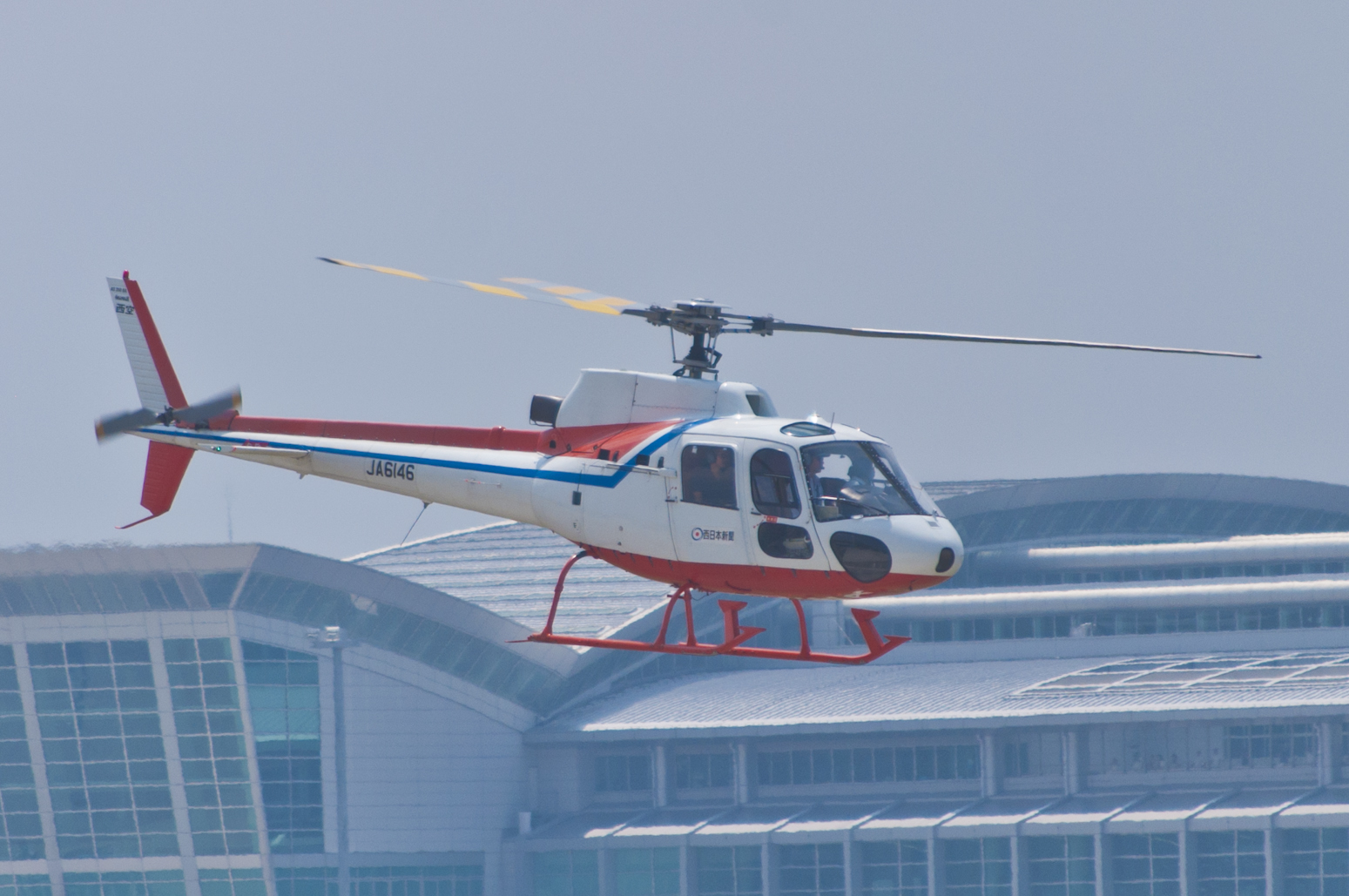
西日本空輸所属のユーロコプター AS350BA。西日本新聞社の報道ヘリとして運用されている。

- ユーロコプター AS350BA，B3 4機
- ユーロコプター AS365N2 1機
- ベル427 3機
- ベル 429 2機
- ベル412EP 2機
- 川崎 BK117B2，C1，C2 8機

## 事故・インシデント
- 1971年10月13日 - 佐賀県三養基郡基山町で送電線建設のための資材運搬を行っていたシコルスキー S62が乱気流により墜落。8人の乗員のうち4人が重軽傷[1]。
- 1975年6月6日 - 宮崎県北諸県郡三股町で農薬散布中の川崎ベル47G-2A（JA7417）が送電線に接触して墜落、大破した。機長が軽傷を負った。
- 1975年7月7日 - 宮崎県北諸県郡高城町で農薬散布中の川崎ベル47G3B-KH4（JA7566）が操縦ミスで墜落、中破した。
- 1975年12月12日 - 宮崎県宮崎郡佐土原町で送電線巡視飛行中の川崎ベル47G3B-KH4（JA7562）がテールローターシャフトの異常により操縦困難となり墜落、大破炎上した。機長と巡視員のうち、機長が重傷を負った。
- 1977年3月3日 - 宮崎県串間市で農薬散布中の川崎ベル47G-2A（JA7405）が索道を回避しようとして墜落、大破した。機長が軽傷を負った。
- 1977年5月8日 - 熊本県阿蘇郡阿蘇町で農薬散布中の川崎ベル47G3B-KH4（JA7507）が修理後のボルト取り付けミスにより操縦不能となり墜落、大破した。機長が重傷を負った。
- 1979年7月6日 - 宮崎県西諸県郡須木村で農薬散布中の川崎ベル47G3B-KH4（JA7524）が操縦ミスで離陸直後に水田に突っ込み墜落、大破した。
- 1979年7月16日 - 熊本県下益城郡松橋町で農薬散布中の川崎ベル47G3B-KH4（JA7477）が配電線に接触して水田に不時着、中破した。
- 1979年12月15日 - 熊本県八代郡泉村で資材運搬を行っていたSA315BアルウェットIII（JA9106）が、吊り荷のワイヤロープを落下させテイルローターなどを損傷した。
- 1980年8月7日 - 熊本県八代郡山江村で資材運搬を行っていたSA360C（JA9240）が過負荷によるエンジントラブルで落着、中破した。
- 1980年9月21日 - 鹿児島県大口市で資材運搬を行っていたSA360C（JA9262）がメインギアボックスのトラブルにより緊急着陸、中破した。
- 1981年8月11日 - 鹿児島県種子島の東方約30kmの海上でロケット打ち上げのための警戒飛行を行っていたSA360C（JA9262）が墜落、大破水没した。機長および同乗者4名が死亡した。警戒飛行はひまわり2号を搭載したN-IIロケット2号機を種子島宇宙センターから打ち上げるためのもので、夜間の警戒飛行の実施は今回の打ち上げが初めてだった[2]。
- 1982年8月11日 - 滋賀県守山市で薬剤散布中の川崎ベル47G-2A（JA7362）が送電線に接触して墜落、大破した。機長が死亡した。
- 1984年3月8日 - 福岡県浮羽郡田主丸町で試験飛行中のSA315BアルウエットIII（JA9106）がエンジントラブルで筑後川の河川敷に不時着、中破した。
- 1984年8月17日 - 鹿児島県日置郡日吉町で送電線巡視飛行中の川崎ベル47G3B-KH4（JA7340）がフリーホイールの異常が原因で墜落、大破した。
- 1985年8月3日 - 愛媛県新居浜市で資材運搬を行っていたSA360C（JA9240）が、吊り荷が地上に接触して墜落、大破炎上した。
- 1985年9月11日 - 宮崎県児湯郡西米良村で資材運搬を行っていたSA360C（JA9212）が突風により姿勢を崩し墜落、大破した。機長が軽傷を負った。
- 1987年11月11日 - 福岡県糟屋郡宇美町で資材運搬を行っていたSA360C（JA9277）が、吊り上げ作業中に地上作業員が誤ってつり上げられ、落下して死亡した。機体の損壊はなかった。
- 1991年9月28日 - 熊本県八代郡泉村で送電線巡視飛行中のSA315BアルウェットIII（JA9190）が索道に接触して墜落、大破した。機長と同乗者2名が死亡した。
- 1996年12月6日 - 島根県那賀郡弥栄村で資材運搬を行っていた富士ベル204B-2（JA9439）が、荷下ろし作業の際に地上作業員が吊り荷に挟まれ重傷を負った。機体の損壊はなかった。
- 2000年8月23日 - 宮崎県西諸県郡須木村で薬剤散布中の川崎ヒューズ369HS（JA9131）送電線に接触して不時着、中破した。